# Darina
Darina Márquez Uribe (Pachuca, Hidalgo; 28 de julio de 1980), más conocida simplemente como Darina, es una cantautora, instrumentista, locutora, política, actriz y exfutbolista profesional mexicana quien después de debutar en locución de radio y como intérprete en 1996, alcanzó la popularidad generalizada tras obtener el primer lugar en Operación Triunfo México el 10 de noviembre de 2002, convirtiéndose en la primera triunfadora de un reality musical en América Latina. Darina alternativamente se ha desempeñado como actriz de doblaje, y a desarrollado una carrera como productora y directora de documentales, cortometrajes y videos musicales. Darina posee un rango vocal llamado Soprano lírica, característico de un timbre de mayor amplitud que el de la soprano ligera. 
En 1994, Darina comenzó su carrera en el ámbito deportivo profesional; y alternando su carrera futbolística, la cantautora debutó a mediados de la década de los noventa trabajando en Radio AM y FM, así como en la industria musical junto con su dúo/banda de pop-rock llamada «Sol y luna», presentándose en estaciones radiales, tabernas y centros nocturnos en la región centro de su país natal de origen, mientras recibía formación musical en el Instituto Nacional de Bellas Artes (INBA) en la Ciudad de México; posteriormente tras ganar a nivel nacional Operación Triunfo, y lanzar sus dos primeras producciones musicales (ambas certificadas disco de oro), Darina representó a México dentro del concurso internacional WorldBest (antecedido por el EuroBest), los cuales se celebraron en Cannes, Francia entre 2003 y 2004, posicionándose Darina entre los 4 finalistas a nivel mundial, alternando escenario con personalidades como Phil Collins y Lionel Richie. Ha aportado los temas musicales principales para diversas cadenas internacionales de medios táles como Disney, NBC, Televisa, Fox Sports ó Endemol, así mismo, ha proporcionado la banda sonora para proyectos televisivos tales como Velo de novia y Big Brother México.
Fue parte de la producción de La voz México de la segunda temporada a la quinta, bajo la licencia de franquicia en manos de Televisa; alternadamente, fue contratada para ser la preparadora vocal de La voz kids. A partir de su álbum debut homónimo en 2003, la cantautora ha colocado un número de éxitos en las listas de popularidad, incluyendo «Déjame Conmigo», «Vive», «Cansada», «No sé», «Sin coincidir», «Libertad» ó «De corazón a corazón (Inevitable)», bajo diferentes sellos discográficos, incluyendo el alemán BMG Ariola, la española Vale Music, su disquera Dara Prod. y el sello estadounidense Universal Music Group; incursionando en diversos géneros tales como el flamenco, el rock, el bolero, el sinfónico, el ranchero, el pop y el jazz entre otros; lanzando un total de 3 álbumes en estudio, dos recopilatorios y uno más en vivo, «Acústico '04»,  el cual llegó a la segunda posición de las listas de ventas de México en 2020, solo superado por Future Nostalgia de Dua Lipa.
En 2022, Darina ingresó a los estudios de grabación para comenzar a finalizar la producción de lo que se convertirá en el primer álbum doble de su carrera, y el primero en lanzarse simultáneamente en todo el mundo en diferentes formatos; la placa discográfica, involucrará colaboraciones con distintos artistas de diferentes corrientes musicales, múltiples temas de autoría propia y un documental audiovisual de aniversario de 28 años de trayectoria y 21 de ganar Operación Triunfo México; material, el cual esta programado para lanzarse en 2023, mismo que incorporará elementos del New Wave, Soft rock, Música folk y Electrónica; precisamente el primero de febrero de 2023, Darina publica su primer adelanto promocional, dentro de este último género, una adaptación del éxito mundial «Shakira: BZRP Music Sessions, Vol. 53», el cual es el tema oficial del Club de Fútbol Pachuca «Tuzos del Pachuca» para sus fichajes de la temporada 2023.
En el ámbito deportivo, en 1994, la cantautora fue una de las fundadoras del primer equipo femenil del Club de Futbol Tuzas del Pachuca; a la edad de 15 años, se incorpora como miembro de la Selección Estatal de Hidalgo y posteriormente es convocada a la Selección Nacional Femenil en la década de los 1990's. Es patrocinadora del Club de Fútbol «Atlético Darina», en favor público de la niñez y adolescencia de su estado natal.
En el ámbito político, compitió electoralmente como candidata al Senado de la República en 2018, y como la única postulación femenina a la presidencia del ayuntamiento de la ciudad de Pachuca en 2020; candidaturas en las que la artista inició oficialmente su desempeño como activista de los derechos de la Mujer, la niña y la adolescente; así como gestionadora de los derechos de los animales y de la infancia ante los gobiernos locales y federales. Como dicha parte integral de su activismo político, cultural y social, Darina encabezó el 15 de febrero de 2023, un concierto musical masivo acompañada de orquesta sinfónica, en la ciudad de Pachuca, evento organizado por el gobierno del estado de Hidalgo y la Secretaría de Cultura.

## Biografía

### 1994-2001: Carrera futbolística, locución en radio y debut musical profesional
Desde la infancia Darina mostró interés en la música y en el fútbol, lo que la llevó a formarse profesionalmente en ambas disciplina y posteriormente formar parte de la Selección estatal de Hidalgo de fútbol. a la edad de 15 años. Además fue una de las fundadoras del primer equipo femenil del Club Pachuca (tuzas). Los primeros años de su vida, los vivió en París, Francia, hasta el fallecimiento de su padre en un accidente automovilístico, cuando ella tenía 4 años de edad. A raíz de esto, su madre, su hermano y ella se trasladan a residir definitivamente a Pachuca, siendo criada principalmente por su abuela "Doña Jose", en el barrio «La Españita». Tomó clases de canto en el Conservatorio de Música en la Ciudad de México, complementando sus estudios en la escuela de arte de Pachuca. Posteriormente Darina empieza a trabajar en Tulancingo como locutora en la estación de radio Ultra Digital, y como cantante en el histórico y actualmente desaparecido salón La Plazuela-El Cuartel De Villa en Tulancingo, (inaugurado por Mario Moreno «Cantinflas», en la década de los 1940's); así como en diferentes localidades de la zona centro de México. 
Mientras seguía trabajabando en radio, en 2001 Darina informaba a la audiencia en México del éxito en Europa del reality musical Operación Triunfo España, es cuando ella decide un año antes de que llegara dicho concepto a América Latina, se prepara para audicionar a mediados del año 2002 para el mencionado reality musical, el cual sería el primer concurso de televisión de realidad en convocar a una audición masiva para Latinoamérica, meses después de que La Academia México 1.ª Generación de TV Azteca lo hiciera (27 de junio de 2002 inicia casting OT). (30 de junio de 2002 inicia La Academia). Finalmente tras superar todos los filtros eliminatorios reglamentarios, Darina es elegida entre los 16 finalistas entre más de 30 mil aspirantes. Paralelamente al proceso de audiciones para Operación Triunfo, Darina cursaba la licenciatura en Comercio Exterior en la Universidad Autónoma del Estado de Hidalgo.

### 2002-2015: Operación Triunfo, WorldBest, disco de oro

#### 2002: Primera triunfadora en América Latina (Reality musical)
En 2002, se informa oficialmente el ingreso de Darina (como parte de los 16 concursantes elegidos) para participar en el reality show Operación Triunfo, en su edición de México, producida por Televisa y Pedro Torres; bajo la licencia de Endemol, concurso para el cual la cantautora permaneció por más de tres meses en confinamiento dentro de las instalaciones del reality, llamadas «La Academia» en Europa; dado que el reality musical de Televisión Azteca plagió dicho nombre para su propio concurso, Televisa decidió llamar a sus instalaciones «El Instituto». 
Durante toda su estadía en el reality, Darina fue la única concursante que nunca fue nominada por el jurado debido a su excelente desempeño dentro del instituto. Fue en la tercera gala en la que llamara la atención de los televidentes al provocar el llanto de la cantante Lupita D'Alessio por su interpretación del tema «Mujer contra mujer», original de Mecano, a dueto con su compañera Anaís. Dicha versión fue retomada como estandarte de algunos sectores de la población en pro de sus derechos civiles.  Durante su estancia en Operación Triunfo tuvo la oportunidad de cantar a dueto con Benny Ibarra, OV7, Lucero, entre otros. Asi como con sus compañeros Mauricio Martínez y Mar Contreras.  
Tras 99 días de la emisión de Operación Triunfo México, con un porcentaje de 28.29 por ciento de las llamadas del público, Darina superó al segundo lugar que quedara en un 28.19 por ciento.  Al ganar el reality, se hizo acreedora de 250 mil pesos, un contrato discográfico con Universal Music, un automóvil, la interpretación de un tema principal de telenovela en Televisa, así como la visita a Operación Triunfo España. Después del concurso, los participantes realizaron una presentación en el Teatro Metropólitan en la cual fueron acompañados por David Bisbal. Además, los primeros tres lugares celebraron con Lucero en el Auditorio Nacional en 2003, puesto que la cantante fungió como «madrina» en una de las galas del programa.  El primer disco recopilatorio de Darina se tituló «Mis éxitos en operación triunfo». Dicho álbum junta todos los temas interpretados por ella en las 15 galas de Operación Triunfo México. El disco fue lanzado por BMG México y Vale Music, bajo licencia de Endemol a principios del mismo año. Además de otro álbum discográfico llamado Los finalistas en donde son recopilados los temas más relevantes de los tres primeros lugares de la emisión. Este disco obtuvo la certificación de oro por más de 65,000 copias vendidas en el mercado mexicano. 
Inicialmente durante su estancia y obtención del primer lugar dentro de Operación Triunfo y tras haber publicado sus dos primeras placas discográficas, a Darina se le conoció mediáticamente como «La Mariposa Monarca», debido a su proceso de constante crecimiento y evolución profesional, así como por su amplia versatilidad musical y escénica durante la competición musical y debut fonográfico; es así como la cantautora adopta como sello insignia en su imagen artística profesional, a la Mariposa Azul Nymphalidae, como un epíteto de Afrodita y Venus, así como a la capacidad y resiliencia de la mujer; dicha imagen haría su presentación durante el final del videoclip oficial de la cantante, «Déjame conmigo», flamenco/power-pop que llegaría ese mismo año a la primera posición del radio airplay en México.
En 2003, a la par que comenzaba grabaciones de su primer álbum homónimo, Darina es invitada a participar en una gala especial de la segunda edición de Operación Triunfo España, dedicada a los recientes ganadores de dicho programa en diferentes países, allí, Darina canta a capela junto con Manuel Carrasco la canción «Entra en mi vida» del dúo Sin Bandera, y después a petición del público y del presentador del programa Carlos Lozano, Darina interpreta el tema «Mujer contra mujer» original del grupo español Mecano, logrando así una ovación por parte del público Español. Asimismo, interpreta de manera grupal, junto a los demás ganadores de las versiones internacionales de OT, el tema «Eso es la amistad (That's What Friends Are For)».

#### 2003: Debut homónimo (Universal Music)
Durante 2003, graba el tema «Vive» para la segunda edición del reality show de Televisa, Big Brother y presenta su álbum debut homónimo. El disco fue realizado por Áureo Baqueiro (Sin Bandera, Natalia Lafourcade) con fotografías de Ricardo Trabulsi y bajo el sello de Universal Music Latin como había sido asignado en su premio como ganadora del concurso. Entre las canciones se incluye el primer sencillo «De corazón a corazón (Inevitable)», tema principal de la telenovela Velo de novia, el segundo sencillo «Déjame conmigo» de Mario Domm (tema que hiciera cover posteriormente Christian Castro) y el dueto con David Bisbal «Nunca me olvides».  El álbum fue promovido en México y Latinoamérica. Este disco alcanzó una placa de oro por un total de 55,000 copias vendidas en el país mexicano.
En marzo de 2004, Darina acude a Cannes, Francia para participar en WorldBest, un concurso que reúne a los ganadores de varias ediciones de Operación Triunfo a nivel mundial, donde representó a su país, México, obteniendo así el 4.° lugar con 66 puntos con la canción «Hero» de la cantante Mariah Carey. También interpretó el tema «Black or White» con otros concursantes y el grupo 3T (sobrinos de Michael Jackson). Durante el evento compartió escenario con Lionel Richie y con Phil Collins. Ese mismo año fue invitada a participar en la bienvenida a Juan Pablo II en México y recibió el reconocimiento como Hidalguense distinguida otorgada por el gobernador Manuel Ángel Núñez Soto.
Tras la promoción de su primer álbum, Darina es invitada a participar en doblajes para series como Es Tan Raven y Scrubs, así como interpretando el tema «Puede ser» de la película Kim Possible para Latinoamérica.  Al poco tiempo, la cantante solicita su carta de retiro con Universal Music Latin, y decide tomarse un tiempo para ella, alejándose así de los reflectores por algunos años. Durante este periodo, radica en Canadá haciendo presentaciones en hoteles, donde recibe la influencia de artistas de música country como Shania Twain y Reba McEntire.  Dicho género musical daría pie a su siguiente material discográfico.

#### 2008: Hoy como ayer, escuela canadiense
En 2008, Darina regresa a México tras permanecer tres años en Canadá trabajando profesionalmente y en obras musicales teatrales tanto en idioma francés como inglés; es así como, tras su regreso, Darina, influenciada por la música country, arena rock, club/dance, R&B y Blues, graba de manera independiente con el productor musical boliviano Vladimir Suárez Arredondo, su siguiente producción discográfica titulada «Hoy como ayer».
El álbum convierte canciones de trovador y acústicas en género pop y rock. El primer sencillo «Cansada» es de la autoría de Gustavo Lastra, el álbum de 11 canciones destacan temas como «Para quién» de Judith Leyva, «Contigo» de Charlene Arian y el tema «Si te vas» que es de la autoría de la propia Darina; además del promo electro-pop/rock «Natural». Para el año 2010, el disco fue relanzado bajo el sello discográfico Tr3s Music y se produjo un video musical dirigido por John Jairo Toro como parte de la promoción del sencillo Cansada.  El segundo sencillo a promocionar fue la canción «Nada fácil». 
Durante esos años, Darina es invitada a cantar en el programa especial Mañanitas a la virgen con motivo del día de la virgen de Guadalupe en México. También participa en el álbum Navijazz, con el tema del mismo nombre.
En 2013 regresa como artista independiente y promueve el sencillo «Si una vez», cover de Selena en radio y televisión. Al poco tiempo incursiona en detrás de cámaras como parte de la producción de La voz México, convirtiéndose en vocal coach en las temporadas 2-5.

### 2016-2019: Retorno a la Industria Discográfica

#### Acústicos
En 2016 Darina presenta en su canal de YouTube una serie de videos acústicos recordando los temas que la dieron a conocer, así como el dueto con María Bernal «Habits» cover de Tove Lo. Al mismo tiempo, tras trabajar de la mano de Joan Romagosa para las emisiones de La voz México, es con dicho productor que inicia los preparativos de un siguiente álbum. Así, en 2017 lanza el sencillo «No sé» de la autoría de Espinoza Paz y a quien conociera por la producción del reality show antes mencionado. Para la presentación de dicho tema, se grabó un videoclip en la Ciudad de México, donde Darina inicia también su compañía productora. Ese mismo año es invitada a interpretar el Himno Nacional Mexicano durante la Ceremonia Internacional de Investidura, en el Salón de la Fama del Fútbol Internacional, ubicado en Pachuca, Hidalgo.

#### Libertad
Un año más tarde presenta el sencillo «Sin coincidir» de la autoría de su compañera de Operación Triunfo, Judith Leyva. Grabado un videoclip en su ciudad natal Pachuca. 
En 2019 presenta el álbum discográfico «Libertad» y promocionando su tercer sencillo con el mismo título. La canción escrita por Anne Yvker, fue acompañada de un video musical donde se presenta el poder femenino de compañeras y amigas de Darina como Judith Leyva, Anne Ykver, Marta King, Edna Alcocer, Daniela Pedali, Yeka Rosales, entre otras.  El álbum se colocó rápidamente en los primeros lugares de ITunes en México en su lanzamiento. Meses después, el disco fue acompañado de un documental, estrenado en YouTube, que lleva el título del álbum. Ese mismo año, es nombrada embajadora para la comunidad LGBTTIQ en el Zócalo de la Ciudad de México y obtuvo la diosa de plata por parte del círculo nacional de periodistas por su trayectoria.

### 2020-presente: Colaboraciones, nuevos mercados, retorno a los primeros lugares de los Charts

#### Acústico '04 En vivo, Álbum doble
En abril de 2020, Darina decide festejar el 17 aniversario de su disco homónimo con el lanzamiento de su primer álbum discográfico en vivo.  Un disco acústico que fue grabado en julio de 2004 en Pachuca, Hidalgo. La cantante afirmó que dicho material permaneció durante mucho tiempo en una computadora sin acceso y al rescatarlo decidió ponerlo al alcance de su seguidores; el álbum se colocó en la segunda posición de las listas de ventas de México, solo superado por el material discográfico Future Nostalgia de la cantante británica Dua Lipa. 
En mayo del mismo año forma parte del reencuentro de los alumnos de Operación Triunfo México mediante Zoom, durante la pandemia de COVID-19 en México. En 2022, ingresó a los estudios de grabación para comenzar la producción de lo que se convertirá en el primer álbum doble de su carrera, y el primero en lanzarse en diferentes formatos; la placa discográfica, involucrará colaboraciones con artistas, temas de autoría propia y un documental audiovisual de 28 años de trayectoria y 20 aniversario de su primer lugar en Operación Triunfo; material el cual estaría programado para lanzarse un año después, y mismo que será precedido por un Extended Play promocional supuestamente.
En 2023 hace la grabación de un dueto musical con Óscar Cruz, ganador de la primera edición de La voz México con el tema musical La bikina.

## Candidaturas Políticas y Activismo.
A lo largo de su carrera artística, ha tenido participación altruista para el fomento del arte como herramienta preventiva a las adicciones. Entre 2016 y 2017, desarrolló VIVE, una conferencia musical dirigida para incentivar los valores y motivación entre las nuevas generaciones, presentándose principalmente en Universidades. También ha participado con la Fundación Make-A-Wish, ayudando a niños con cáncer terminal a cumplir sus sueños. Ha fungido como embajadora del Estado de Hidalgo, cantando y participando de manera activa, ha amadrinado equipos de fútbol infantiles de Hidalgo, como el «Atlético Darina». Con su casa productora ha creado videoclips musicales que promueven el estado y su cultura.
En 2018 Darina fue designada como candidata al Senado de la República por parte de la coalición Por México al Frente con el partido político PRD, contendiendo en las Elecciones 2018 de México en su estado natal, Hidalgo, obteniendo más votos que inclusive el candidato a la presidencia de México Ricardo Anaya. En 2020 Juan José Luna Mejía, presidente del partido Nueva Alianza, confirmó a Darina como candidata a la presidencia municipal de Pachuca, Hidalgo para el partido. Actualmente es activista del Centro Nacional de Cultura de Paz, A.C. y del colectivo latinoamericano Energía Nuclear de mujeres en la música.

## Discografía

### Álbumes en estudio y recopilatorios
| Fecha de lanzamiento | Título, disquera y formato                                       | Tracklisting | México | LatinoAmérica y España | Información del lanzamiento |
| -------------------- | ---------------------------------------------------------------- | --- | ------ | ---------------------- | --- |
| Enero de 2003        | «Mis éxitos en Operación Triunfo» (Sony BMG, Ariola, Vale Music) | Suerte, Mujer contra Mujer, Lucha de Gigantes, El duelo, Inevitable, Hacer el amor con otro, Sexi Dance, Aserejé, A puro dolor, Te amo, Adoro/Con la misma piedra, Todo o nada, De mí enamórate, Amor en silencio, Un mundo raro, I´m so Excited. | 7      | —                      | Álbum recopilatorio de sus canciones en Operación Triunfo México. |
| Junio de 2003        | «Darina» (Universal Music Group)                                 | «Déjame conmigo», «De corazón a corazón (Inevitable)», «Crecer», «Como tú Conmigo», «Libertad condicional», «Tú y yo», «Nunca me olvides», «No bastó», «No es solución», «Sola».                                                                  | —      | —                      | Álbum debut de Darina, grabado entre España y México. Contó con la participación de autores como Mario Domm, Armando Ávila o el exintegrante de la banda de rock Caifanes, Sabo Romo, entre otros.                                                                                                   |
| Febrero de 2008      | «Hoy como ayer» (Dara Prod., Tr3s Music)                         | «Cansada», «Al demonio tú», «Contigo», «¿Para quién?», «Nada fácil», «Hoy como ayer», «Natural», «Acortando la distancia», «Si te vas», «Ahora no», «Mi ángel, mi diablo».                                                                        | —      | —                      | Orientado hacia el género rock, trova, electrónico, folk y cantautor; producido por el productor boliviano Vladimir Suárez Arredondo en 2008. El álbum fue relanzado en formato físico en el año 2010.                                                                                               |
| Junio de 2019        | «Libertad» (Dara Prod.)                                          | Libertad, sin coincidir, Ángel, Como olvidar, No sé, Amarte así, Si una véz, Stay, No sé (Reprise Latin) | —      | —                      | Contó con dos sencillos previos de continua rotación en radio («No sé» y «Sin coincidir»), antes del lanzamiento oficial del álbum a la par del lanzamiento del tercer sencillo «Libertad»; producido por Darina y Joan Romagosa y con la participación de autores como Espinoza Paz y Judith Leyva. |
| Abril de 2020        | «Acústico '04 en vivo» (2020) (Dara Prod.)                       | «Déjame conmigo», «Tú y yo», «Hacer el amor con otro», «De corazón a corazón (Inevitable)», «Sola», «No bastó», «No es solución» | 2      | —                      | Disco recopilatorio de algunos de sus temas más conocidos interpretados acústicamente |

### Sencillos (7”, 12", Cassette & CD)
| Fecha de lanzamiento | Sencillo/Radio promo/EP (A-side/B-side) | Primer álbum o compilación en aparecer | México | LatinoAmérica y España | Información del lanzamiento |
| -------------------- | --------------------------------------- | -------------------------------------- | ------ | ---------------------- | --- |
| Febrero de 2003      | «Vive»                                  | Big Brother 2 OST (Vale Music)         | —      | —                      | Primer sencillo oficial de Darina tras su triunfo en Operación Triunfo México. Tema principal del Reality Show Big Brother (México): El Complot, tema en el género rock/pop, producido por Armando Ávila e igualmente utilizado para las demás versionaes de Big Brother en América Latina. |
| Junio de 2003        | «De corazón a corazón (Inevitable)»     | Darina (álbum) (Universal Music Group) | —      | —                      | Primer número uno en la carrera de Darina, balada romántica que fue utilizada como el tema principal del melodrama latino Velo de novia, escrito y producido por Áureo Baqueiro. |
| Septiembre de 2003   | «Déjame Conmigo»                        | Darina (álbum) (Universal)             | —      | —                      | Segundo número uno consecutivo en la carrera de Darina, tema escrito por Mario Domm y producido por Áureo Baqueiro dentro del género Flamenco/Power Pop, grabado entre México y España; tema el cual más de una década después, fue versionado y lanzado igualmente como sencillo por el cantante Cristian Castro. |
| Abril de 2004        | «No bastó»                              | Darina (álbum) (Universal)             | —      | —                      | En enero de 2017, el tema fue relanzado en versión acústica en formato digital, para el cual, fue lanzado un video promocional filmado en directo. |
| Marzo de 2008        | «Cansada»                               | Hoy como ayer (Tr3s Music)             | —      | —                      | En marzo de 2008, Darina, tras regresar de una larga estancia en Canadá, donde se desempeñó profesionalmente en el ámbito musical anglosajón y francófono, instaura una nueva propuesta en su carrera, influenciada por artistas canadienses folk y country-rock de la talla de Shania Twain ó Anne Murray. De esa nueva directriz en su carrera es cuando concibe el tema Acoustic-rock «Cansada», el cual se convirtió en el más grande éxito de Darina hasta ese momento, desde el lanzamiento del flamenco-rock «Déjame Conmigo» en 2003. |
| Julio de 2008        | «Natural»                               | Hoy como ayer (Tr3s Music)             | —      | —                      | En el verano de 2008, Darina, lanza en formato promotional single (radio only) el tema «Natural», el cual fue concebido desde su estancia en Canadá, fusionando el rock-arena con el contemporary R&B y el electro-rock/pop. El corte promocional, esta programado para ser relanzado en formato digital y en video en 2023, previo al relanzamiento internacional del álbum «Hoy como ayer». |

### Extended plays, Radio promos (airplay only)
| Fecha de lanzamiento | Sencillo/Radio promo/EP (A-side/B-side) | Primer álbum o compilación en aparecer              | México | LatinoAmérica y España | Información del lanzamiento |
| -------------------- | --------------------------------------- | --------------------------------------------------- | ------ | ---------------------- | --- |
| Julio de 2003        | «Nunca me olvides»                      | Darina (álbum) (Universal); Darina ft. David Bisbal | —      | —                      | Primer lanzamiento oficial de Darina en España, lanzada como Sencillo promocional (airplay) tanto en dicho país como en Portugal. El sencillo fue grabado a dueto entre finales de 2002 y principios de 2003, durante la estancia de Darina en Operación Triunfo España en Madrid; arreglos y voces adicionales fueron hechos en la Ciudad de México por la cantautora acompañada de Bisbal, durante la gira del cantante español a Latinoamérica en 2003. El sencillo logró una recepción notable en la radio juveníl a través de la península ibérica. |
| Diciembre de 2003    | «Sola»                                  | Darina (álbum) (Universal); Darina ft. Sabo Romo    | —      | —                      | Radio promo only |
| Enero de 2004        | «Crecer»                                | Darina (álbum) (Universal)                          | —      | —                      | Radio promo only |

### Sencillos
- Vive (2003)
- De corazón a corazón (2003)
- Déjame conmigo (2003)
- Crecer (2004)
- No bastó (2004)
- Cansada (2008)
- Nada fácil (2010)
- Si una vez (2014)
- No sé (2017)
- Sin coincidir (2019)
- Libertad (2019)
- Que me lleve el diablo (2020)
- La malquerida (2020)

### Soundtracks
- Big Brother 2 (2003)
- Velo de novia (2003)
- Kim possible, la película (2004)

### Recopilatorios alternos
- Los finalistas (2002) BMG Ariola
- Navijazz (2009) NB MUSIC / Take Five Multimedios

## Documentales, Cine, Televisión, Series, Producción, Dirección
Especificaciones
     - Documentales
     - Realities/Television series
     - Dirección/Producción Videos Musicales
     - Filmes
| Año  | Título                           | Rol                 | Notas |
| ---- | -------------------------------- | ------------------- | --- |
| 2002 | Operación Triunfo (México)       | Darina (Ella misma) | Concursante, Primer Lugar obtenido tras permanecer 100 días como habitante/concursante en confinamiento dentro de "El Instituto", durante el tiempo de competición; convirtiéndose así en la primera triunfadora egresada de un reality show musical en América Latina, además de conseguirlo de forma invícta. |
| 2003 | Operación Triunfo España         | Darina              | Concursante invitada durante la Segunda Edición de Operación Triunfo España, en el cual fue transmitida en vivo y en directo su ejecución ganadora a través del continente Europeo por Televisión Española (TVE). |
| 2004 | WorldBest Cannes                 | Darina              | Concursante; Representante de México ante los triunfadores de todos los realities musicales en todo el mundo, obteniendo Darina el cuarto lugar a nivel mundial con la canción Hero, original de Mariah Carey; el evento internacional, fue celebrado en el Palacio de Festivales y Congresos de Cannes, Francia. |
| 2005 | Kim Possible Movie: So the Drama | Darina              | Doblaje, Aportación del tema principal para filme de Disney, 'Kim Possible Movie: So the Drama' para América Latina; Darina graba en 2004 la balada romántica titulada «Puede ser (Tu y yo)», la cual sería transmitida durante la escena final e igualmente durante los créditos finales de la película de 2005 por Disney Channel. |
| 2019 | LIBERTAD                         | Darina              | Short Film/Documentary filmado, escrito, producido y dirigido en 2019 por Darina Márquez y el fotógrafo Caleb Castillo, como representación fílmica del álbum que llevaría el mismo nombre; bajo el concepto «Libertad»; el cual muestra una cronología sintetizada de la historia de Darina, desde su infancia hasta su desempeño profesional en radio, televisión, futbol asociación y la industria musical, así como las adversidades enfrentadas por cantautora durante parte de su trayectoria profesional. |

### Televisión
- Operación Triunfo (México) (2002) - Ganadora
- Big Brother (México) (2003) - Interpreta tema principal

## Récords, logros y datos - Línea de tiempo
| Asociación/Evento                     | Galardón/Reconocimiento                                    | Nota |
| 1995                                  | 1995                                                       | 1995 |
| ------------------------------------- | ---------------------------------------------------------- | --- |
| Liga Femenil sub-15 Mexicana          | 1er lugar Seleccionado Estatal de Hidalgo                  | |
| 1996                                  |                                                            | |
| Seleccion Mexicana Femenil sub-17     | Beca para el Seleccionado Nacional Femeníl mexicano sub-17 | |
| 2002                                  |                                                            | |
| Televisa Operación Triunfo México     | 1er lugar                                                  | Tras permanecer más de 3 meses como concursante e inquilina en las instalaciones del "Instituto" de Operación Triunfo México, Darina obtiene el 1.er lugar, sin ninguna nominación previa. |
| 2003                                  |                                                            | |
| Televisión Española Operación Triunfo | 1er lugar (Mención honorífica)                             | Tras su visita a Operación Triunfo España, Darina obtiene un 1.er lugar simbólico en la competición con los concursantes de Operación Triunfo España (Segunda Generación). |
| 2003                                  |                                                            | |
| Gobierno y prensa Veracruzana         | Mejor cantante juvenil del año                             | |
| 2004                                  |                                                            | |
| WorldBest/Cannes, Francia             | FINALISTA, 4to lugar                                       | Concurso celebrado en el Palacio de Festivales y Congresos de Cannes, Francia, el cual englobó a todos los triunfadores de Star Academy y Operación Triunfo alrededor del mundo, colocándose Darina en el 4.º lugar mundial; obteniendo dicha posición en la última etapa del concurso, ya que durante toda la competición, Darina se había situado en la 1.ª posición. |
| 2017                                  |                                                            | |
| Plaza de las Estrellas                | Presea de plata a la trayectoria                           | Darina recibe el reconocimiento a 15 años de trayectoria por parte de Plaza Galerías de Las Estrellas en la Ciudad de México. |